# Plymouth
Plymouth (/ˈplɪməθ/ⓘ) es una ciudad del condado de Devon, en el suroeste de Inglaterra. Se encuentra entre el río Plym y el río Tamar, y es parte de uno de los más grandes y espectaculares puertos naturales en el mundo. La ciudad tiene un rico pasado marítimo y fue una de las más importantes bases del Reino Unido. Debido a esto fue un objetivo principal para la Luftwaffe durante la Segunda Guerra Mundial.En  Plymouth queda un astillero y base para la Marina Real Británica, en el distrito de Devonport. Una línea de ferry la conecta con la ciudad española de Santander.

## Demografía

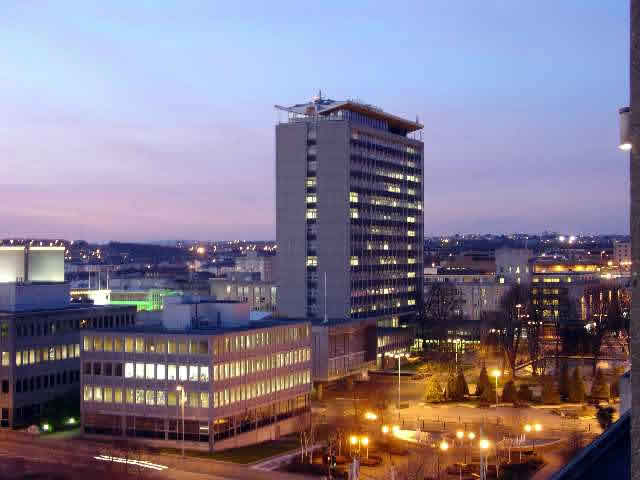
Edificios en Plymouth

En agosto del 2009, la Office for National Statistics (secretaría nacional del Reino Unido de estadísticas) estimó que la autoridad unitaria del área poblacional de Plymouth a mediados del 2008 era de 252 800, 12 080 personas más que en el último de los censos de 2001, lo cual indica que Plymouth tuvo una población de 240 720. El promedio de personas por vivienda era de 2,3 personas. La población creció rápidamente durante la segunda mitad del siglo xix, pero disminuyó en más de un 1,6 % de 1937 a 1951. El valor agregado en bruto en Plymouth (una medida tomada para su economía) fue de 3501 millones de libras esterlinas (£) en 2004, por lo que cubría aproximadamente un cuarto de la economía de Devon. Su valor agregado bruto per cápita fue de 14 327 £, 2788 £ más bajo que el promedio nacional, que es de 17 115 £. La tasa de desempleo fue de 5,7 % entre enero y diciembre de 2008, 1,6 % más alta que el promedio del Sudoeste y es igual al promedio para Gran Bretaña (Inglaterra, Gales y Escocia). Según el censo de 2001, la composición étnica de Plymouth fue 98,4 % blancos y la minoría mayor, de chinos, con 0,3 %.

## Deporte

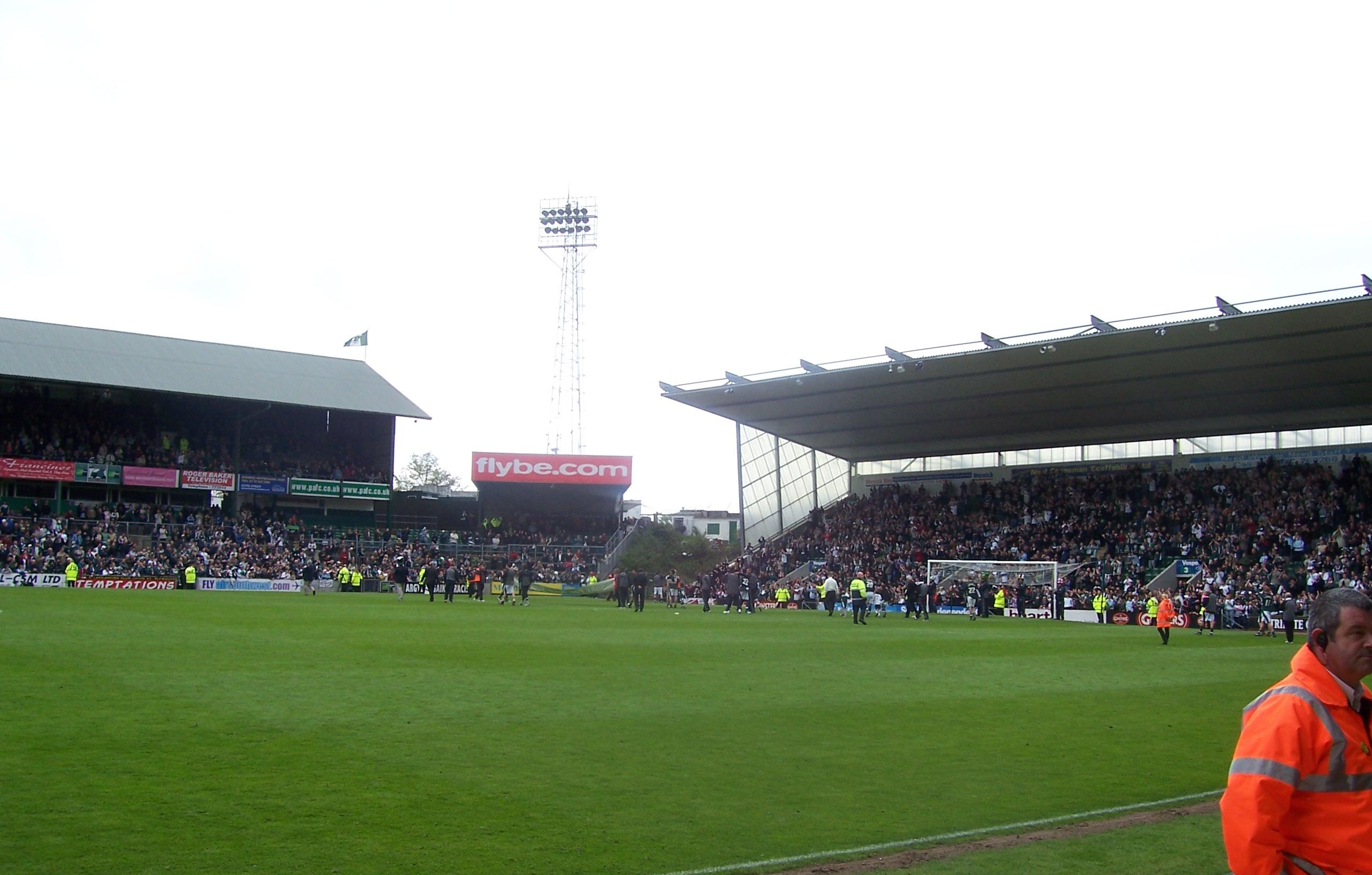
Estadio Home Park en Plymouth.

Plymouth tiene un equipo de fútbol, el Plymouth Argyle Football Club, que juega en The Championship de Inglaterra. También hay equipos de rugby (Plymouth Albion RFC) y baloncesto (Plymouth Raiders). En la Universidad de Plymouth, se ofrece una licenciatura en ciencia y tecnología del surf. En Plymouth nació el 21 de mayo de 1994 la gran promesa en clavados Thomas Daley, quien con solo 13 años se convirtió en campeón europeo de plataforma en marzo de 2008 en Eindhoven, y participó con 14 años en los juegos olímpicos de Pekín 2008, lo que lo convirtió en el deportista inglés más joven de la historia. En esta cita deportiva terminó en el octavo lugar en la prueba de salto sincronizado desde la plataforma de 10 metros junto con Blake Aldridge alcanzando un total de 408,48 puntos y séptimo individual con un total de 463,55 puntos.

## Clima
| Parámetros climáticos promedio de Plymouth, Inglaterra (1981-2010) | Parámetros climáticos promedio de Plymouth, Inglaterra (1981-2010) | Parámetros climáticos promedio de Plymouth, Inglaterra (1981-2010) | Parámetros climáticos promedio de Plymouth, Inglaterra (1981-2010) | Parámetros climáticos promedio de Plymouth, Inglaterra (1981-2010) | Parámetros climáticos promedio de Plymouth, Inglaterra (1981-2010) | Parámetros climáticos promedio de Plymouth, Inglaterra (1981-2010) | Parámetros climáticos promedio de Plymouth, Inglaterra (1981-2010) | Parámetros climáticos promedio de Plymouth, Inglaterra (1981-2010) | Parámetros climáticos promedio de Plymouth, Inglaterra (1981-2010) | Parámetros climáticos promedio de Plymouth, Inglaterra (1981-2010) | Parámetros climáticos promedio de Plymouth, Inglaterra (1981-2010) | Parámetros climáticos promedio de Plymouth, Inglaterra (1981-2010) | Parámetros climáticos promedio de Plymouth, Inglaterra (1981-2010) |
| Mes                                                                | Ene.                                                               | Feb.                                                               | Mar.                                                               | Abr.                                                               | May.                                                               | Jun.                                                               | Jul.                                                               | Ago.                                                               | Sep.                                                               | Oct.                                                               | Nov.                                                               | Dic.                                                               | Anual                                                              |
| ------------------------------------------------------------------ | ------------------------------------------------------------------ | ------------------------------------------------------------------ | ------------------------------------------------------------------ | ------------------------------------------------------------------ | ------------------------------------------------------------------ | ------------------------------------------------------------------ | ------------------------------------------------------------------ | ------------------------------------------------------------------ | ------------------------------------------------------------------ | ------------------------------------------------------------------ | ------------------------------------------------------------------ | ------------------------------------------------------------------ | ------------------------------------------------------------------ |
| Temp. máx. media (°C)                                              | 8.8                                                                | 8.8                                                                | 10.5                                                               | 12.6                                                               | 15.6                                                               | 18.0                                                               | 19.9                                                               | 20.0                                                               | 18.1                                                               | 14.8                                                               | 11.8                                                               | 9.5                                                                | 14.0                                                               |
| Temp. mín. media (°C)                                              | 4.0                                                                | 3.6                                                                | 4.8                                                                | 5.9                                                                | 8.8                                                                | 11.2                                                               | 13.3                                                               | 13.4                                                               | 11.6                                                               | 9.3                                                                | 6.4                                                                | 4.5                                                                | 8.1                                                                |
| Precipitación total (mm)                                           | 108.3                                                              | 84.1                                                               | 78.0                                                               | 66.9                                                               | 63.8                                                               | 57.2                                                               | 62.3                                                               | 67.4                                                               | 73.7                                                               | 113.4                                                              | 113.4                                                              | 118.8                                                              | 1007.3                                                             |
| Horas de sol                                                       | 61.9                                                               | 85.5                                                               | 123.3                                                              | 187.5                                                              | 224.8                                                              | 222.8                                                              | 213.8                                                              | 204.4                                                              | 160.8                                                              | 115.5                                                              | 75.3                                                               | 54.5                                                               | 1730.1                                                             |
| Fuente: Met Office                                                 |                                                                    |                                                                    |                                                                    |                                                                    |                                                                    |                                                                    |                                                                    |                                                                    |                                                                    |                                                                    |                                                                    |                                                                    |                                                                    |